# Partigiani e comunisti a Genova

## Premessa
La storia del secondo movimento antifascista di Genova è indissolubilmente legata alla storia del partito comunista genovese, ricordando però che il maggior capo militare e uomo di spicco rappresentativo della Resistenza Genovese è ritenuto Aldo Gastaldi, il leggendario comandante Bisagno, definito il "primo partigiano d'Italia". 
Aldo Gastaldi, fervente Cattolico e fermamente apartitico, sempre ha lottato tenacemente esponendosi in prima persona, contro la politicizzazione delle formazioni partigiane che in quel periodo era effettuata dal partito comunista. Altro personaggio di rilievo fu don Bartolomeo Ferrari, cappellano della divisione partigiana comunista Mingo.

## I vecchi compagni e gli "studenti"
Dopo i fatti di Sestri Ponente, rimane un gruppo di comunisti, anarchici e antifascisti stanchi e anche spaventati. Nel movimento di liberazione si presenta pertanto la necessità di immettere forze ed energie nuove, impersonate dal gruppo degli "studenti": questi riescono a vincere la diffidenza dei "vecchi"antifascisti" e con la loro passione ed energia vengono accettati senza problemi.
Tra questi studenti emerge Giacomo Buranello, studente di ingegneria, uno tra i primi comandanti dei Gap genovesi e figura rispettatissima a Genova. In ricordo, la città nel dopoguerra gli ha dedicato una strada e l'aula magna della Facoltà di ingegneria. La mobilitazione degli studenti di ingegneria, protetti da capi partigiani decorati che se ne assunsero la responsabilità legale, fu fondamentale nella riapertura a colpi di piccone della Casa dello Studente, adibita a prigione e ancora considerata zona militare.
Buranello apparteneva al gruppo degli studenti del Liceo scientifico Gian Domenico Cassini, che si erano formati sul mazzinianesimo ed erano poi passati, come conseguenza ovvia dei tempi, all'ideologia comunista in quanto era la più potente all'epoca come "idea-forza antifascista".

## La prima fase di clandestinità e la ripresa della lotta
L'inesperienza forse della clandestinità, e certamente la delazione, portarono ad arresti in massa dei cospiratori, al punto che gli scioperi operai del marzo del 1943 stranamente a Genova fallirono, pur avendo contribuito, a livello nazionale, alla messa fuori gioco di Mussolini dal Gran consiglio del fascismo.
Dopo l'8 settembre, e con la rimessa in libertà di Buranello stesso e di altri, le cose ripresero vita. Il partito comunista era l'unico ad aver mantenuto, per quanto poteva permettere il periodo, robuste strutture organizzative. La logica conseguenza era che, chi voleva partecipare alla lotta antifascista, doveva avvicinarsi al comunismo, come si può dedurre dagli scritti sulla Divisione Mingo di don Berto (Bartolomeo Ferrari). 
Nel ponente ligure e genovese agivano anche decisissime frange anarchiche, ad esempio la brigata SAP Errico Malatesta, la cui memoria storica è stata riscoperta non da molto a livello conoscitivo "di massa", tenuto conto anche della natura stessa degli anarchici.
Molti anarchici militavano nelle Brigate d'assalto Garibaldi, costituite dal partito comunista a livello nazionale, e nelle formazioni di Giustizia e Libertà, a Roma ad esempio, o come squadre indipendenti di indubbia efficacia come guastatori e per azioni puntuali ma poco efficienti per scontri militari che richiedessero grosse forze organizzate in campo.
A Genova la maggioranza delle sezioni del partito comunista a suo tempo era intitolata a partigiani ed antifascisti, in quanto sono i militanti comunisti ad aver pagato il maggior tributo di sangue nella Resistenza. Se questo da un lato ha permesso il perpetuarsi di un robusto e radicato antifascismo, dall'altro lato non ha permesso una dovuta valorizzazione della partecipazione alla lotta partigiana di frange minoritarie.
La geopolitica della guerra fredda aveva irrigidito tali posizioni, non tanto per le frange a destra del partito comunista ma soprattutto per quelle a sinistra, rappresentate non solo dagli anarchici. Nel periodo della Resistenza tentare un inquadramento monolitico di una parte politica è ben difficile, in quanto gli anni del fascismo non avevano permesso studi adeguati e discussioni libere sulle varie sfumature della sinistra. Molti si avvicinarono tramite il mazzinianesimo, che da una parte aveva radici solide, dall'altra consentiva un reperimento del materiale di studio (come avvenne per Buranello e per il gruppo del liceo Cassini) più facile rispetto a testi marxisti, socialisti in genere, o anarchici. Nei fatti furono questi ultimi, insieme agli azionisti gli unici a tentare di eliminare fisicamente ed in modo organizzato Benito Mussolini, esempio ne è Gino Lucetti. Tutto ciò avveniva però, come strascico del primo antifascismo, quello militare legato sostanzialmente agli Arditi del Popolo ed alle formazioni di difesa proletaria a Genova, parte del movimento antifascista armato facente capo alle Formazioni di difesa proletaria sviluppate sull'intero territorio nazionale.